# Igny (Haute-Saône)
Igny település Franciaországban, Haute-Saône megyében. Lakosainak száma 208 fő (2022. január 1.). Igny Sainte-Reine, Angirey, Beaujeu-Saint-Vallier-Pierrejux-et-Quitteur, Sauvigney-lès-Gray, Vellemoz és Seveux-Motey községekkel határos.

## Népesség
A település népességének változása:
| Lakosok száma | 184  | 184  | 194  | 200  | 208  | 210  | 211  | 213  | 208  |
|               | 2013 | 2015 | 2016 | 2017 | 2018 | 2019 | 2020 | 2021 | 2022 |